# Casa Bush
La Casa Bush es una residencia histórica ubicada en Grove Hill, Alabama, Estados Unidos.

## Historia
La casa de estilo neocolonial británico de dos pisos fue construida en 1912 y agregada al Registro Nacional de Lugares Históricos el 28 de julio de 1999. Fue incluida debido a su importancia arquitectónica como parte de la Presentación de propiedades múltiples del condado de Clark.